# Conseil national de la résistance iranienne
|  |

Le Conseil national de la résistance iranienne, CNRI fédère une faction de l'opposition iranienne à l'étranger, contre la république islamique d'Iran. Il est présidé par Maryam Radjavi.
Basée à Paris, la coalition est composée de différents groupes dissidents iraniens, dont le principal membre est l'Organisation des moudjahiddines du peuple iranien,.

## Structure
Le CNRI est composé de cinq organisations d'opposition iraniennes dont l'Organisation des moudjahiddines du peuple iranien, qui en compose la majorité des membres, et de quelques personnalités indépendantes. Il regroupe également des groupuscules d'extrême-gauche. Le CNRI s'est doté d'un parlement en exil composé de 550 membres dont 52 % sont des femmes. Il a adopté des plans pour l'autonomie du Kurdistan, l'égalité des sexes, la séparation de la religion et de l'État. L'ensemble des composantes du CNRI sont pour un État laïc et démocratique. En 1993, le CNRI a élu Maryam Radjavi comme future présidente de Conseil national pour la période de transition.
L'organisation est placée sur la liste officielle des organisations terroristes des Organisations considérées comme terroristes par le Département d'État des États-Unis de 1997 à septembre 2012. Dick Armey a suggéré que le département d'État avait inclus à tort l'OMPI dans la liste des terroristes. Il est allégué que l’inclusion du CNRI et de l’OMPI dans la liste était une faveur offerte au gouvernement iranien et non fondée sur des faits. Selon le Wall Street Journal, les diplomates de l'administration Clinton affirment que l'inclusion de l'OMPI sur la liste a joué un rôle important dans les efforts visant à améliorer les relations avec Téhéran,.

## Programme politique
Le Conseil national de la résistance iranienne a défini, à travers le vote de plans et de règlements, les tâches du gouvernement provisoire :
- La séparation de la religion et de l'État
- l'autonomie du Kurdistan iranien dans le cadre de l'intégrité territoriale de l'Iran
- l'abolition de toutes les discriminations basées sur le sexe, l'ethnie ou la religion
- l'instauration d'une « économie saine »
- la libération de tous les prisonniers politiques
- le désarmement et la dissolution de toutes les institutions répressives de la république islamique d'Iran
- des enquêtes publiques et sous observation internationale des crimes commis par les responsables de l'Iran
- la garantie de la liberté totale d'expression et de conviction
- la garantie de la liberté totale de la presse et des partis politiques
- la sécurité légale et professionnelle de tous les citoyens, comme le stipule la Déclaration universelle des droits de l'homme.

Lors d'une réunion au Conseil de l'Europe en avril 2006, Maryam Radjavi a élaboré la vision du mouvement pour un futur Iran et a présenté un plan en dix points. Le projet a été soutenu par des députés britanniques, certains affirmant qu'il s'agit d'un programme qui « transformerait l'Iran » puisqu'il appelle à l'abolition de la peine de mort, à la création d'un système juridique moderne et à l'indépendance des juges. Lors d'un débat sur la situation des droits humains en Iran à la Chambre des lords le 8 décembre 2016, Lord Alton de Liverpool a déclaré : « Le manifeste dit : les châtiments cruels et dégradants n'auront pas leur place dans l'Iran du futur »,,,.
Le CNRI affirme lutter pour l’établissement d'une république démocratique et laïque en Iran, sur un programme épousant des valeurs politiques telles qu’un gouvernement laïc, des élections démocratiques, la liberté d’expression, l’égalité des droits des femmes et les droits humains,. 

## 2021
En février 2021, un tribunal belge d'Anvers a condamné Assadolah Assadi, qui travaillait à l'ambassade d'Iran à Vienne, à une peine de 20 ans de prison pour avoir comploté en vue d'un attentat à la bombe contre un rassemblement du CNRI près de Paris en juin 2018. Il a été arrêté en Allemagne au même moment. Un couple belge d'origine iranienne a également été arrêté avec des explosifs et un détonateur. Un quatrième homme, le poète belgo-iranien Merhad Arefani, a été arrêté à Paris et accusé de complicité. Tous trois ont été reconnus coupables par un tribunal belge pour participation au complot et condamnés à des peines de prison de 15 à 18 ans.